# しらばかッ!!
『しらばかッ!!』は、1999年10月15日から2000年4月18日までフジテレビ系列局で放送されていたバラエティ番組である。フジテレビと関西テレビの共同製作。放送時間は毎週金曜 19:00 - 20:00 （日本標準時）。

## 概要
前番組『痛快!知らぬはオトコばかりなり』のリニューアル版で、同番組に出演していた小倉智昭を残し、新たにうつみ宮土理と松本明子を加えてスタートした。
内容は各界で活躍する著名人 を夫に持つ夫人たち数名を集めて、司会の小倉・うつみ・松本達が「夫が有名人ゆえの苦労」や家庭内での様子についてトークを展開するものであった。番組はその後、松本が出産を控えて降板するのを機に『しらばかプラス』と題してリニューアルした。なお、最終回は当初は2000年3月31日に放送される予定であったが、同日に有珠山噴火関連の報道特別番組が組まれたため、18日後の同年4月18日（火曜） 19:00 - 20:54 に『火曜ワイドスペシャル』枠で放送されることになった。また、この報道特番には、本番組司会の小倉が出演していた。
ローカルセールス枠での放送だった。また、番組の送出はフジテレビから行われた。ただし、前述の通り最終回はネットワークセールス枠で放送されたうえ、奇しくも火曜ワイドスペシャルの第3期における第1回の放送でもある。

## 出演者
- 小倉智昭
- うつみ宮土理
- 松本明子

## スタッフ
- 企画：重松圭一（関西テレビ）
- ナレーター：伊倉一恵、関根正明
- 構成：宮内晃、西田哲也
- CG・イラスト：森山ヒロカズ
- 編集：下澤健一郎
- MA：八木恵美子
- TK：桑島晴美
- 音効：田中寿一
- 技術協力：八峯テレビ、FLT、TDKコア、J-WORKS、アバンテ
- 美術協力：フジアール
- 協力：ゼブラゾーン
- 広報：松本めぐみ（関西テレビ）
- デスク：川村暁美
- アシスタントディレクター：野上貢
- アシスタントプロデューサー：安藤拓生
- ディレクター：横森敦、升田智晴
- プロデューサー：田中栄次
- 演出・プロデューサー：山田一雄（関西テレビ）
- 制作著作：フジテレビ、関西テレビ